# Лак для волосся

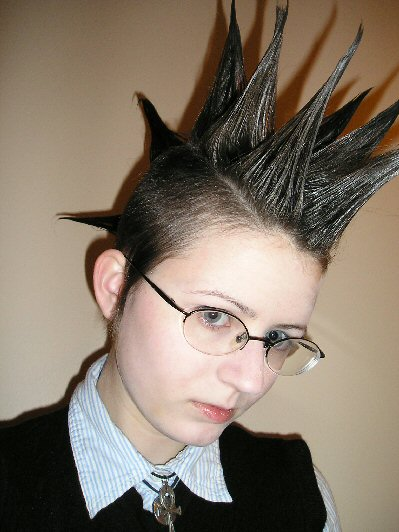
З лаком для волосся можуть утворювати різні типи зачісок

Лак для воло́сся — широко поширений косметичний продукт, що наноситься на волосся для його укладання і утримання в певному стилі, фіксації зачіски. Спрей може бути звільнений із спрей-пляшки, аерозольного диспенсера через форсунку.
Лак для волосся був вперше розроблений і виготовлений в 1940 році компанією Chase Products Company ліванським іммігрантом Chakchay Tanios, заснована в Брудві, штат Іллінойс (англ. Broadview, Illinois).

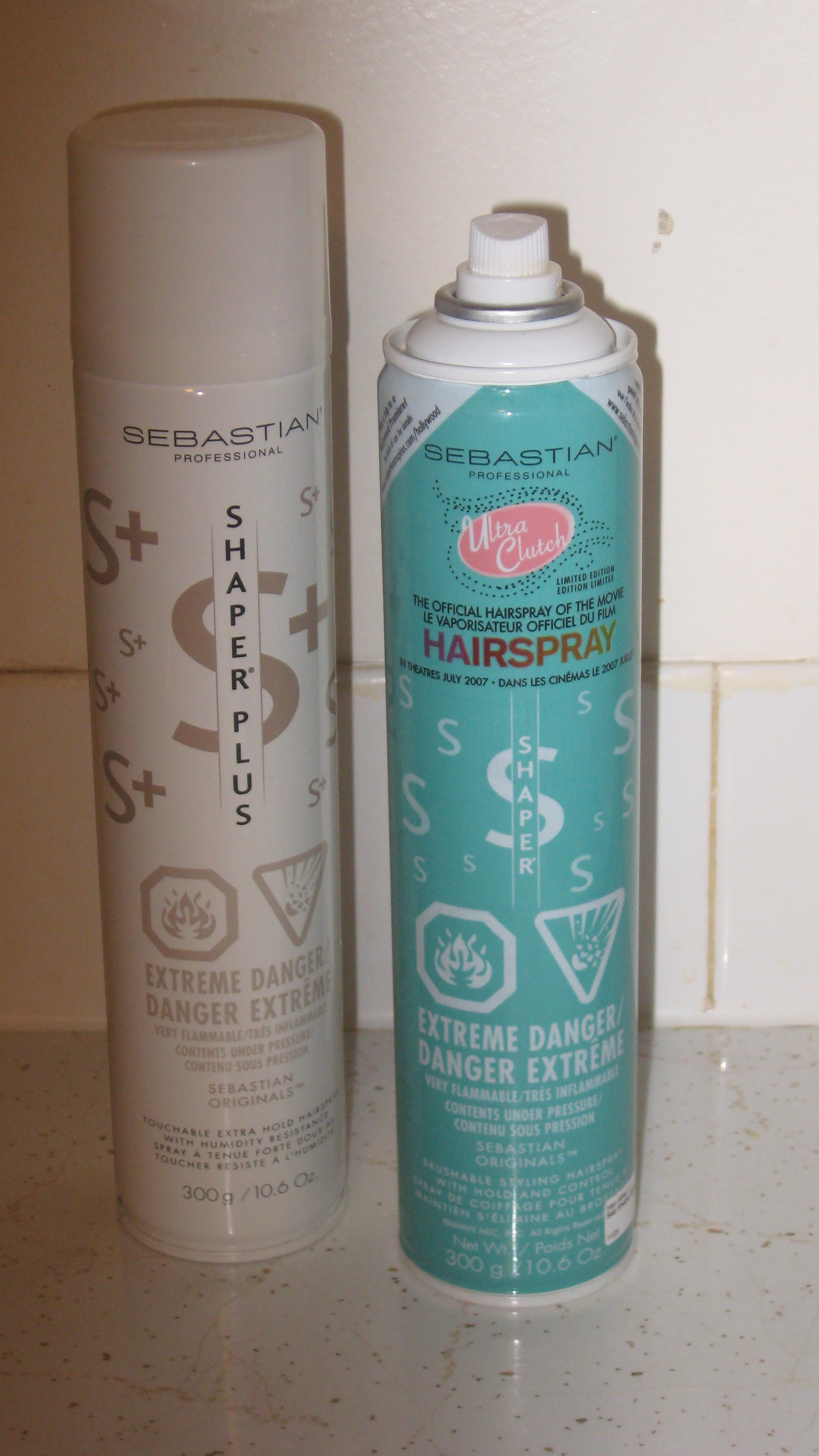
Два різновиди сучасних спреїв для волосся

## Хімічний склад
Лаки для волосся, які застосовуються в перукарнях, повинні мати альдегідно-квітковий запах, добре маскуючий запах самого лаку і освіжуючий повітря в приміщенні. Існує зверх 200 рецептур лаків для волосся.
У лаків і фіксаторів для волосся, які упаковані в аерозольний диспенсер наступний склад: плівкоутворюючі речовини (смоли), розчинники, пластифікатори, пропеленти, ароматичні речовини і спеціальні добавки.
Найбільш часто використовуваними смолами є сополімери: акрилові вінілацетату, поліуретанові або похідних полівінілпіролідону. Основними інгредієнтами є полімери вінілпіролідону і вінілацетату в концентрації від 2 до 5 %.
Як розчинник використовується і етанол, може використовуватись і вода (спирти швидко висихають). Лаки для волосся містять більше силіконових олій, які додають волоссю блиск і краще захищають волосся від УФ-променів.

### Приклад
Наприклад, плівкоутворюючою речовиною може бути суміш шеллаку і сополімеру, розчинником — ізопропіловий спирт, пропелентом — суміш фреона-11 і фреона-12, а як спеціальна речовина — хлористий метилен, який одночасно є і розчинником і пропелентом. Рецептура цього лаку така:
- продукт (40 %):

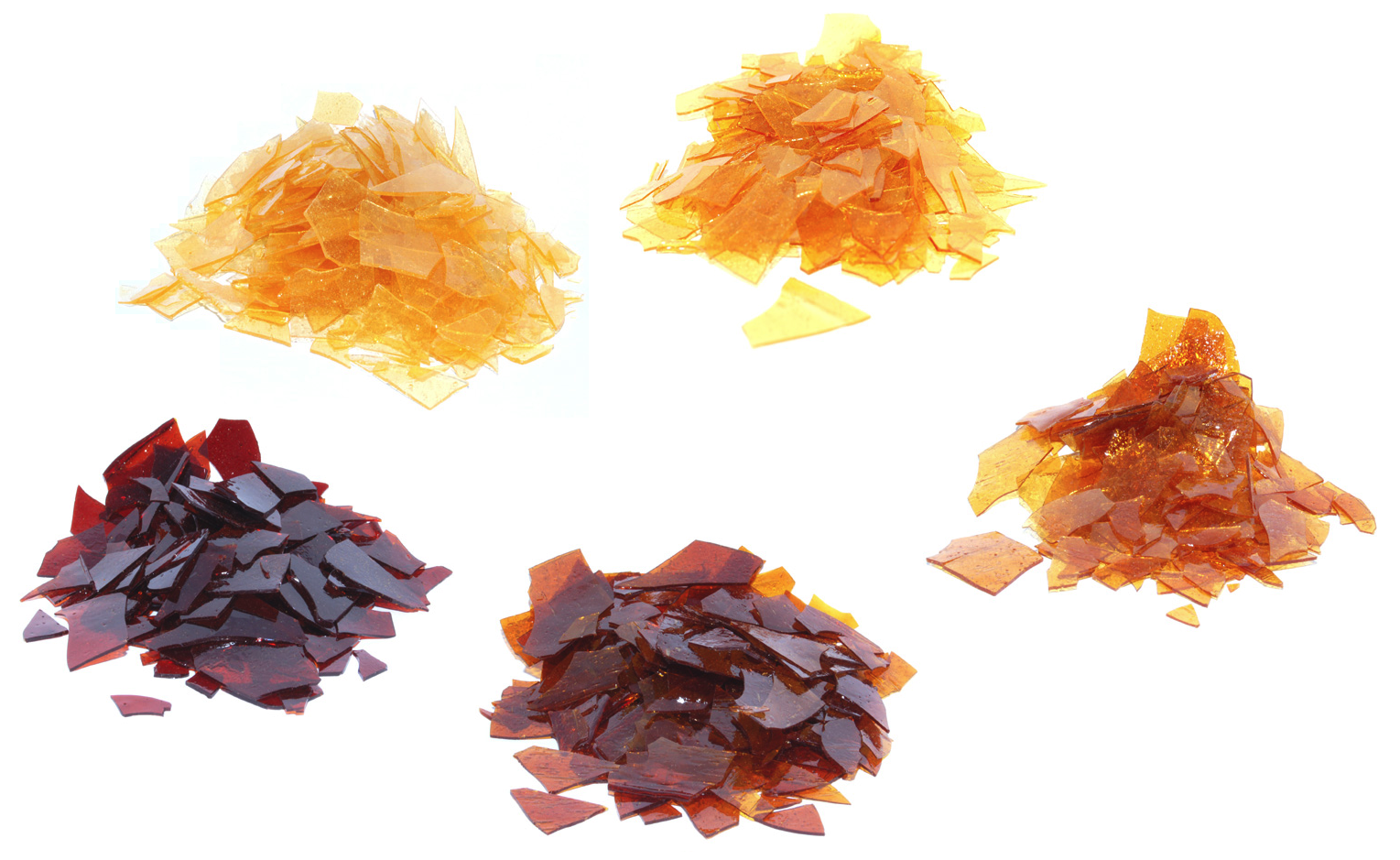
Різні кольори шеллаку

  - кополімер вінілпіролідона і вінілацетату: 2,0 %;
  - шеллак (білий): 1,0 %;
  - хлористий метилен: 30 %;
  - абсолютний ізопропіловий спирт: 66,2 %;
  - віддушка: 0,8 %;
- пропелент (60 %):
  - суміш фреону-11 і фреону-12 (50:50): 60 %;

## Заходи безпеки в роботі з лаком для волосся
Лак для волосся не повинен потрапити в очі, а аерозолі туману не повинні вдихатись. Вихід вмісту аерозольного диспенсера не повинен стикатися з вогнем. Контейнери мають бути захищені від прямих сонячних променів і температур вище 50 °C.